# Tetrablemma brignolii
Tetrablemma brignolii är en spindelart som beskrevs av Pekka T. Lehtinen 1981. Tetrablemma brignolii ingår i släktet Tetrablemma och familjen Tetrablemmidae. Inga underarter finns listade i Catalogue of Life.